# 貝里諾 (新墨西哥州)
貝里諾（英語：Berino）是位於美國新墨西哥州唐娜安娜縣的普查規定居民點。

## 人口
根據2020年美國人口普查的數據，貝里諾的面積為2.43平方千米，皆為陸地。當地共有人口1651人，而人口密度為每平方千米679.42人。